# Remington Arms
Remington Arms Company, Inc. es una empresa productora de armamento fundada en 1816 por Eliphalet Remington en Ilion, Nueva York, como E. Remington and Sons. En tal carácter, ha logrado erigirse en la más antigua en los Estados Unidos, (que hasta el día de hoy fabrica su producto original), y es el más antiguo fabricante con continuidad operativa en América del Norte. Es el productor más grande de Estados Unidos de escopetas, fusiles y carabinas. Después de una ausencia de 12 años en el mercado del revólver, Remington anunció en abril de 2010 el modelo 1911 R1, anunciando que estarían disponibles a través de concesionarios independientes seleccionados a partir de junio de 2010. La última pistola producida por Remington Arms, el modelo XP-100, cesó su producción en 1998. Sus productos se distribuyen en más de 60 países. Remington también ha desarrollado o adaptado cartuchos más que cualquier otro fabricante de pistolas o de municiones en el mundo.
Remington es actualmente parte del Freedom Group propiedad de Cerberus Capital Management.

## Historia

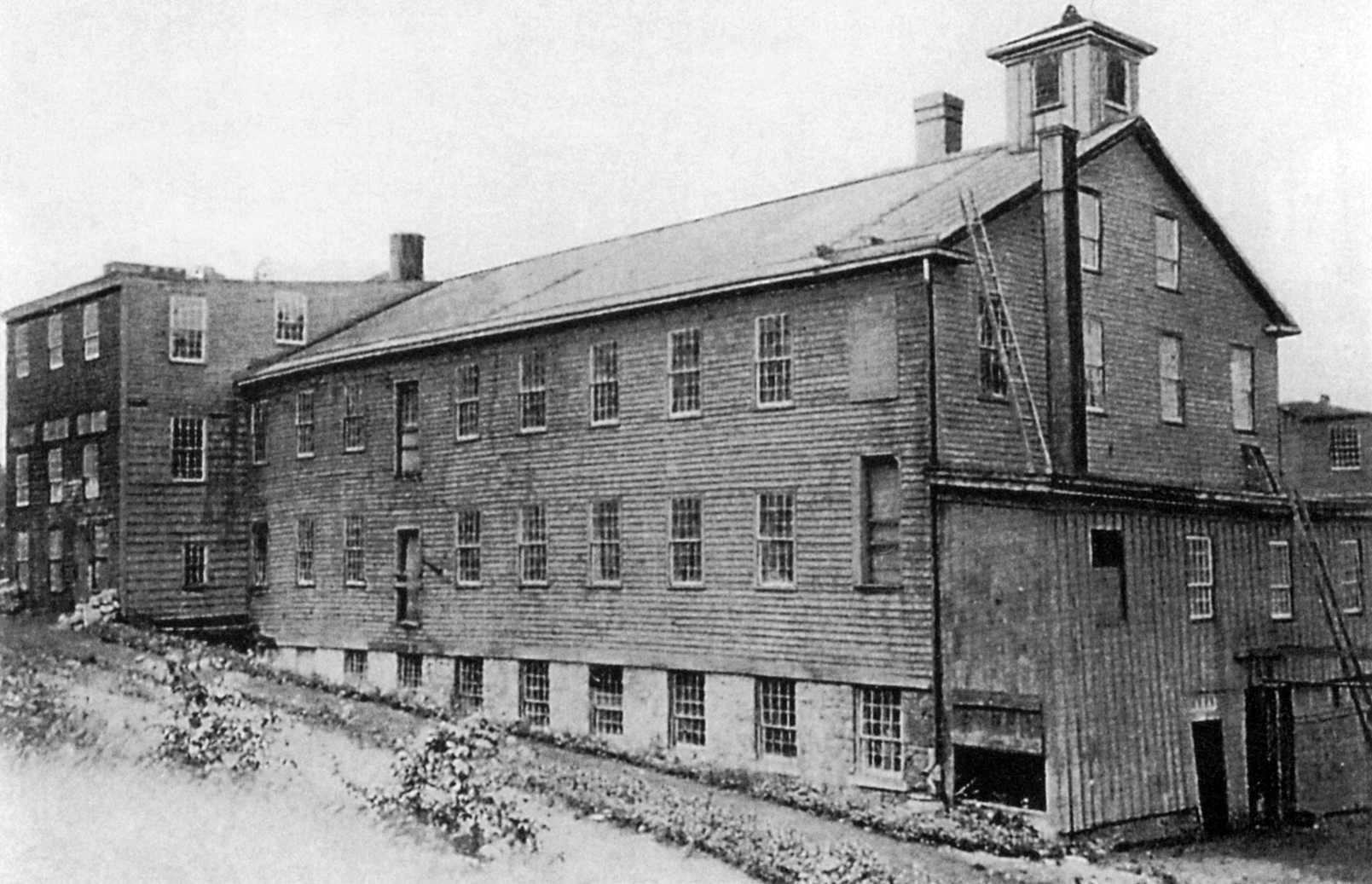
Fábrica Remington, circa 1840.

Remington fue fundada en 1816 por Eliphalet Remington II, que creía que podría construir un arma mejor que la que podría comprar. Las comunidades agrícolas en la región fueron famosas por sus diversas habilidades y autosuficiencia, y las temporadas de invierno fueron usadas para la artesanía que proporciona bienes para uso doméstico y también para la venta. El padre del Eliphalet fue un herrero y quería ampliar su negocio con la producción de cañones de fusil. Los residentes locales a menudo construían sus propios fusiles para ahorrar en los costes, pero compraban el cañón. El padre de Eliphalet lo envió a este a un conocido fabricante de cañones de fusil en una ciudad importante para comprar uno y con la misión de observar la técnica de fabricación. En aquella época, el método consistía en calentar y envolver largas y planas barras de hierro alrededor de una varilla de metal del calibre deseado. Por calentamiento y martilleo las barras enroscadas alrededor de la varilla central, el metal de cañón se convertía en un cilindro sólido, momento en el que la varilla se extraía. Después de su vuelta a casa, consiguió fabricar un cañón con éxito, haciendo la operación en la forja de su padre, en Ilion George, Nueva York. Comenzó por diseñar y construir un fusil de chispa para sí mismo. En el otoño de ese año, participó en un concurso de tiro; a pesar de que terminó en segundo lugar, su arma impresionó a los otros tiradores. Antes de que Eliphalet dejara el campo de tiro ese día, había recibido tantos pedidos de otros competidores que oficialmente entró en el negocio de la armería. En 1828, se trasladó a la cercana Ilion, Nueva York, en el mismo lugar que actualmente es ocupado por la moderna planta de armas de fuego de Remington.
En 1865, Remington se convirtió en una sociedad anónima y en 1873 comenzó una nueva empresa, produciendo máquinas de escribir de la marca Remington Rand. En 1886 vendió el negocio de las máquinas de escribir. Remington Rand se convirtió en la compañía de máquinas de escribir, y el negocio de las armas de fuego se convirtió en Remington Arms Company. En 1888, Remington fue comprada por Marcus Hartley and Partners, una importante cadena de productos deportivos que también poseía la compañía Union Metallic Cartridge Company en Bridgeport, Connecticut. La fábrica de Bridgeport se convirtió en la planta de municiones de la firma Remington.
En 1912, Remington y Union Metallic Cartridge se combinaron en una sola entidad, llamada Remington UMC. Incluso hoy en día, Remington produce municiones de marca U.M.C.. En 1915, la planta en Ilion se amplió y con esta expansión se consolidó en la misma planta que existe actualmente. Durante la Primera Guerra Mundial, Remington produjo armas bajo contrato para varias potencias aliadas. Remington fabricó fusiles Berthier Mle 1907/15 para Francia, Enfield Pattern 1914 para el Reino Unido, y Mosin-Nagant modelo 1891 para la Rusia Imperial. Como se intensificó la guerra, la producción de Remington creció cada vez más.
Cuando Estados Unidos entró en la guerra, Remington se involucró profundamente en el esfuerzo de guerra. Notables contribuciones por Remington incluyen el desarrollo y la producción del fusil U.S. Rifle M1917, (una versión simplificada del británico Enfield P.14 en calibre .30) y el desarrollo del dispositivo Pedersen.
A finales de la guerra, el colapso del gobierno provisional ruso tuvo un grave impacto sobre las finanzas de Remington. Rusia había pedido enormes cantidades de armas y municiones, pero se quedó corta de dinero para pagar los pedidos. Retrasó el pago, apuntando presuntos defectos en los productos de Remington. Cuando los bolcheviques tomaron el poder durante la Revolución Rusa, repudiaron el contrato totalmente. Remington se quedó con enormes reservas de armas y municiones y sin perspectivas de pago. La intervención del Gobierno de Estados Unidos pudo salvar a la empresa de la quiebra. Observando el explosivo crecimiento de los negocios al comienzo de la guerra y la precipitada declinación al final, Remington tomó la decisión de promover y hacer hincapié en su línea de productos deportivos. Consideraron los productos de caza un negocio más estable que podría ayudarlos a sobrevivir a futuras subidas y bajadas de la demanda.
Durante la Gran Depresión, Remington fue comprada por la empresa DuPont Corporation, que hizo su fortuna en el desarrollo de pólvoras. Un año más tarde, Remington compró la compañía Peters Cartridge; hoy en día, muchas de las marcas de municiones Remington todavía tienen grabadas las iniciales R-P, por Remington-Peters.
En 1940, el ejército de Estados Unidos, preocupado por su poca capacidad en reservas de munición, pidió a Remington su colaboración en un plan de expansión nacional. Con la ayuda de DuPont, Remington construyó las plantas de munición Lake City Arsenal y Denver Ordnance y tres más posteriormente. A pesar de que las plantas pertenecían al Gobierno de Estados Unidos, Remington solicitó y obtuvo permiso para supervisar su funcionamiento. Entre las armas que Remington fabricó para el gobierno durante la Segunda Guerra Mundial, estuvo el famoso fusil Springfield M1903A3.
Durante la década de 1950 y 1960, Remington se ramificó hacia otros productos además de las armas, con la compra de la compañía de herramientas Mall Tool Company en 1956. Uno de sus productos, fueron las motosierras.
En 1962, Remington introdujo el fusil de francotirador Remington 700, del que también hay una versión para uso deportivo. El fusil se convirtió en uno de los éxitos de la firma y rápidamente se prestó a la evolución de muchas subvariantes, incluyendo los Remington 700 BDL, Remington 700PSS (más tarde renombrado P700, muy popular entre las fuerzas de seguridad) y la versión militar M24 SWS que fue el fusil de francotirador estándar del ejército de Estados Unidos entre 1988–2010 y todavía sirve en otras fuerzas armadas del mundo. Otras empresas de armas de fuego han diseñado y fabricado fusiles de francotirador, basados en el confiable y preciso sistema del Remington Modelo 700.
En 1986, Remington cerró su planta de municiones en Bridgeport, Connecticut, creando una nueva instalación en Lonoke, Arkansas. Este sitio fue escogido por ser el centro geográfico del mercado deportivo de municiones. En 1993, Remington fue vendida por DuPont a la empresa de inversión Clayton, Dubilier & Rice.
En junio de 2007, la firma de capital privado, Cerberus Capital Management, adquirió Remington Arms por 370 millones de dólares, incluyendo 252 millones de dólares en deuda asumida. En 2007, Remington Arms adquirió la empresa fabricante de fusiles Marlin Firearms. En octubre de 2009, Remington Military adquirieron la empresa fabricante de silenciadores Advanced Armament Corporation.